# Nossa Senhora Divina Pastora
Nossa Senhora Divina Pastora (também invocada sob os nomes de Divina Pastora das Almas, Mãe Divina Pastora ou ainda Mãe do Bom Pastor) é um dos muitos títulos pelos quais a Igreja Católica venera a Bem-aventurada Virgem Maria, sendo, sob essa invocação, particularmente cultuada em Portugal, Espanha e América Latina.

## Origens da devoção
As origens da devoção a Nossa Senhora Divina Pastora são imprecisas, mas as primeiras manifestações surgem no século XVIII. Existem referências à Virgem Maria vestida de pastora na vida de São João de Deus, de São Pedro de Alcântara, da Venerável Maria de Jesus de Ágreda e de Santa Maria das Cinco Chagas.
Inicialmente chamada de "Virgen Zagala" (que significa: "a pastora que cuida do seu rebanho"), esta invocação simboliza uma mãe que cuida de seus filhos. No entanto, a invocação mariana de Nossa Senhora Divina Pastora começou a tornar-se mais conhecida a partir da cidade de Sevilha, em Espanha. De acordo com a tradição, a Virgem Maria terá aí aparecido no dia 24 de junho de 1703 – data na qual se comemora a festa de São João Batista. Ela ter-se-á revelado sentada numa rocha, vestida como uma pastora e num local onde pastavam algumas ovelhas, ao frade capuchinho Frei Isidoro de Sevilha, ele tornou-se num grande divulgador desta devoção (tendo mesmo solicitado a um pintor da Escola Pictórica de Sevilha, Alonso Miguel de Tovar, que fizesse a primeira representação da Virgem Maria sobre esta invocação). E que foi presentada num rosário público na alameda de hércules na cidade de Sevilha no dia 8 de setembro de 1703 e após 15 dias foi logo constituída a "Irmandade Primitiva do Rebanho de Maria" (a primeira Irmandade dedicada a Nossa Senhora Divina Pastora). As autoridades eclesiásticas acabaram por aprovar o culto em 1709, tendo também autorizado a criação das várias Irmandades da Divina Pastora (e a uma das quais o próprio Rei de Espanha se associou.
Posteriormente, o artista Francisco Ruiz Gijón esculpiu a primeira imagem em tamanho natural da Divina Pastora em 1705. Essa imagem foi levada na sua primeira procissão, a 23 de outubro desse mesmo ano a igreja de Santa Marina.

## Propagação da devoção

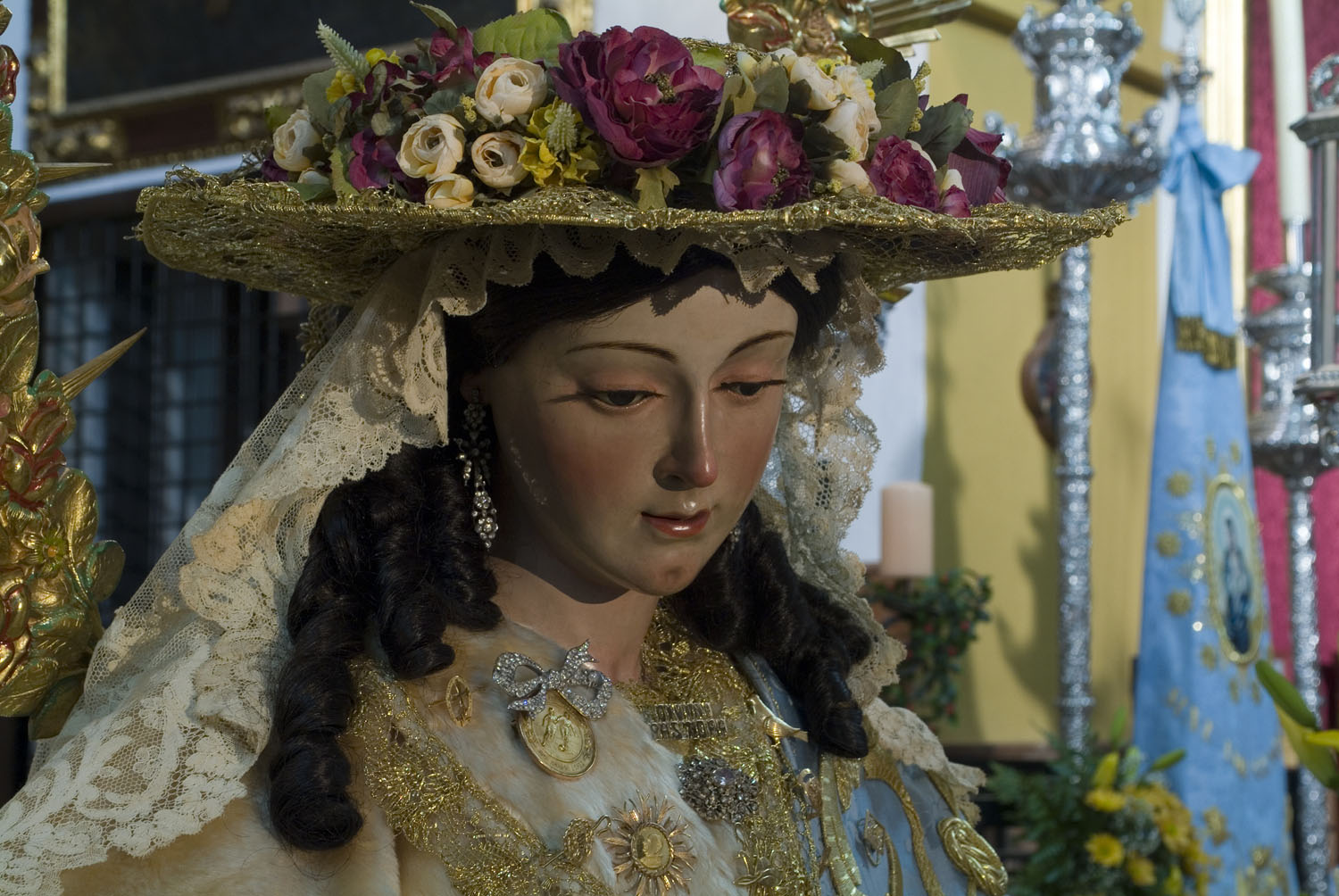
Divina Pastora de Málaga, esculpida por José Montes de Oca no século XVIII.

A partir de 1705 começou a propagar-se por todo o território do Reino de Espanha e da América Latina esta invocação mariana. Nesse aspecto, teve um importante papel o Beato Digo José de Cádiz.

## Lugares de veneração
Tendo em consideração a enorme propagação do culto a Nossa Senhora Divina Pastora no sul de Espanha, além da cidade de Sevilha, também Cantillana, Málaga, e Cádiz se tornaram importantes lugares de veneração à Santíssima Virgem Maria sob esta invocação.
Na América Latina, o principal santuário da Divina Pastora é o da Ilha da Trindade, nas Antilhas. Este culto chegou também à Venezuela, através dos Frades Menores Capuchinhos, por volta do ano 1738. Na Venezuela, o culto a Nossa Senhora Divina Pastora atingiu tal proporção que até se utiliza a expressão "Ó Divina Pastora, a Venezuela é Tua!", tendo-se tornado na padroeira do Estado de Lara.
É e referente mundial ao ser a procissão com maior número de pessoas a percorrer os 7,5km e com uma participação de cerca de 3 milhões de pessoas. 
No Brasil existe, no estado de Alagoas na cidade de Junqueiro sendo ela sua padroeira e sua igreja principal da cidade em sua homenagem.
No estado de Sergipe, uma cidade chamada Divina Pastora, elevada a vila em 1836, e cuja Igreja Matriz é dedicada a Nossa Senhora sobre esta invocação.
Anualmente é realizada uma peregrinação ao Santuário de Nossa Senhora Divina Pastora, com a participação de aproximadamente 100 mil pessoas. Essa peregrinação foi criada em 1958, pelo então padre Luciano Duarte, com o propósito de formar uma prática devocional voltada para os estudantes das faculdades de Sergipe.

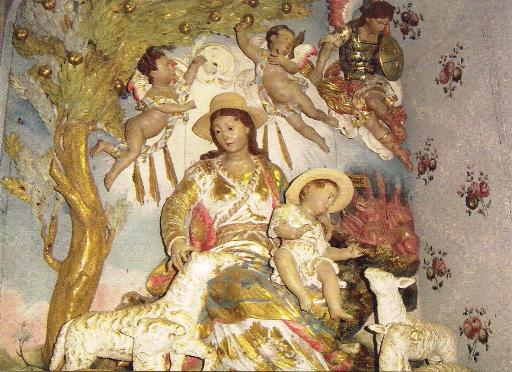
Imagem de Nossa Srª. Divina Pastora, DIVINA PASTORA/SERGIPE

A peregrinação é realizada anualmente no terceiro domingo do mês de outubro. Possui um trajeto de 10 km, saindo do município de Riachuelo até a Igreja de Nossa Senhora, em Divina Pastora.
Existe também no estado do Piauí, uma cidade chamada Gilbués, cuja Igreja Matriz é dedicada a devoção de Nossa Senhora Divina Pastora, desde 1851. Anualmente acontece a peregrinação ao Santuário de Nossa Senhora, dos moradores e filhos da cidade. 
A peregrinação é realizada anualmente no período de 6 a 15 de agosto. No último dia de novena, é realizada uma grande festa para a padroeira da cidade, considerada a maior festa religiosa do sul do estado.
Por curiosidade, o famoso pintor Cândido Portinari executou um belo fresco da Divina Pastora para a casa de campo do Barão de Saavedra em Correias, município de Petrópolis, no estado do Rio de Janeiro.